# لارش إريكسون
لارش إريكسون (بالسويدية: Lasse Eriksson)‏ (مواليد 21 سبتمبر 1965) هو لاعب كرة قدم. يلعب مع منتخب السويد لكرة القدم. سبق له أن لعب في كأس العالم لكرة القدم مع منتخب بلاده.

## مسيرته الكروية
لعب لارش إريكسون خلال مسيرته الاحترافية مع 4 أندية في تسعة عشر موسمًا ولم يسجل خلالها أي هدف ضمن 324 مباراة. حيث فاز في ثلاثة مواسم بالكأس وفي خمسة مواسم بالدوري.
خاض لارش إريكسون مسيرته مع نادي هاماربي لكرة القدم في موسم 1985 في المرة الأولى ليلعب معه أربعة مواسم ثم في موسم 1998 ليلعب معه أربعة مواسم، مشاركًا طوالها في 123 مباراة ولم يسجل أي هدف. ثم انتقل إلى نادي نورشوبينغ في موسم 1989 ليلعب معه سبعة مواسم، حيث شارك في 182 مباراة ولم يسجل أي هدف أيضًا. لينتقل بعدها إلى نادي بورتو في موسم 1995–96 واستمر معه طيلة ثلاثة مواسم، مشاركًا في 10 مباريات ولم يسجل أي هدف أيضًا.

## روابط خارجية
- لارش إريكسون على موقع الاتحاد الدولي (مؤرشف)  (الإنجليزية)
- لارش إريكسون على موقع اتحاد السويد (السويدية)
- لارش إريكسون على موقع قاعدة بيانات كرة القدم.إي يو (الإنجليزية)
- لارش إريكسون على موقع ناشيونال فوتبول تيمز (الإنجليزية)
- لارش إريكسون على موقع أوليمبيديا (الإنجليزية)
- لارش إريكسون على موقع اللجنة الأولمبية السويدية (السويدية)